# Gronówko (województwo zachodniopomorskie)
Gronówko – kolonia w Polsce położona w województwie zachodniopomorskim, w powiecie stargardzkim, w gminie Ińsko przy drodze wojewódzkiej nr 151, położona 5,5 km na południowy wschód Inska (siedziby gminy) i 37 km na północny wschód od Stargardu (siedziby powiatu).
W latach 1975–1998 miejscowość administracyjnie należała do województwa szczecińskiego.

## Geografia
Wieś w województwie zachodniopomorskim (powiat stargardzki, gmina Ińsko, sołectwo Ciemnik), na pograniczu Równiny Drawskiej i Pojezierza Ińskiego. Liczy 84 mieszkańców (2008). Około 2,5 km na wschód od Gronówka zlokalizowane są źródła rzeki Iny.